# Mittelwellensender Plauen
Der Mittelwellensender Plauen war eine Einrichtung zur Verbreitung eines Rundfunkprogramms im Mittelwellenbereich im Gebiet der Stadt Plauen.

## Geschichte
Der Sender ging im August 1950 in Betrieb. In der Anfangszeit befanden sich die Sendegeräte im Verstärkeramt der Deutschen Post in der Reichenbacher Straße 1, während die als 3-fach T-Antenne ausgeführte Sendeantenne neben der im Ortsteil Reusa gelegenen Festhalle, ca. 300 Meter entfernt vom Verstärkeramt stand und mit diesem über ein HF-Energiekabel verbunden war. Die Sendeleistung betrug zuerst 2 kW, sie wurde 1953 auf 5 kW erhöht, indem ein fahrbarer Mittelwellensender der Firma Lorenz mit entsprechender Leistung installiert wurde. Am 23. November 1978 erfolgte die Umstellung der Sendefrequenz auf 1170 kHz, entsprechend dem Vorgaben des Genfer Wellenplans. Am 31. Dezember 1991 wurde der Sender stillgelegt und wenig später abgerissen. Heute befinden sich auf dem ehemaligen Areal der Sendeanlage Parkplätze für Besucher der Festhalle Plauen.